# Bataille de Marignan
« Marignan » redirige ici. Pour les autres significations, voir Marignan (homonymie).
Guerres d'Italie
Batailles
- Gênes (mai 1515)
- Marignan (13 - 14 septembre 1515)

La bataille de Marignan (Marignano en Italie, aujourd’hui Melegnano, ville à 16 km au sud-est de Milan) eut lieu les 13 et 14 septembre 1515 et opposa le roi de France François Ier et ses alliés vénitiens aux mercenaires suisses qui défendaient le duché de Milan.
La bataille de Marignan est l’un des épisodes des guerres d'Italie commencées par Charles VIII en 1494 afin de contrôler le duché de Milan.
Première victoire du jeune roi François Ier, acquise dès la première année de son règne,  elle fit environ 16 000 morts en seize heures de combat.

## Les guerres d’Italie
Les guerres d’Italie furent une suite de conflits menés par les souverains français en Italie au cours du XVIe siècle pour faire valoir leurs droits héréditaires sur le royaume de Naples, puis sur le duché de Milan. En effet, le royaume de Naples jusqu’en 1442 était aux mains de la maison d’Anjou, maison cadette des Capétiens. À cette date, l’Aragon avec le roi Alphonse V en prit le contrôle. La maison d’Anjou essaya alors sans relâche d’en reprendre possession. Son dernier représentant, René d’Anjou, mourut en 1480 : ses droits sur le royaume de Naples passèrent alors au royaume de France, sur lequel régnait Louis XI, puis, à partir de 1483, Charles VIII. En 1486, certains barons du royaume de Naples, restés fidèles aux Angevins, se révoltèrent. Vaincus, ils se réfugièrent en France. Les monarques français essayèrent alors de faire valoir leurs droits pendant près de soixante ans.

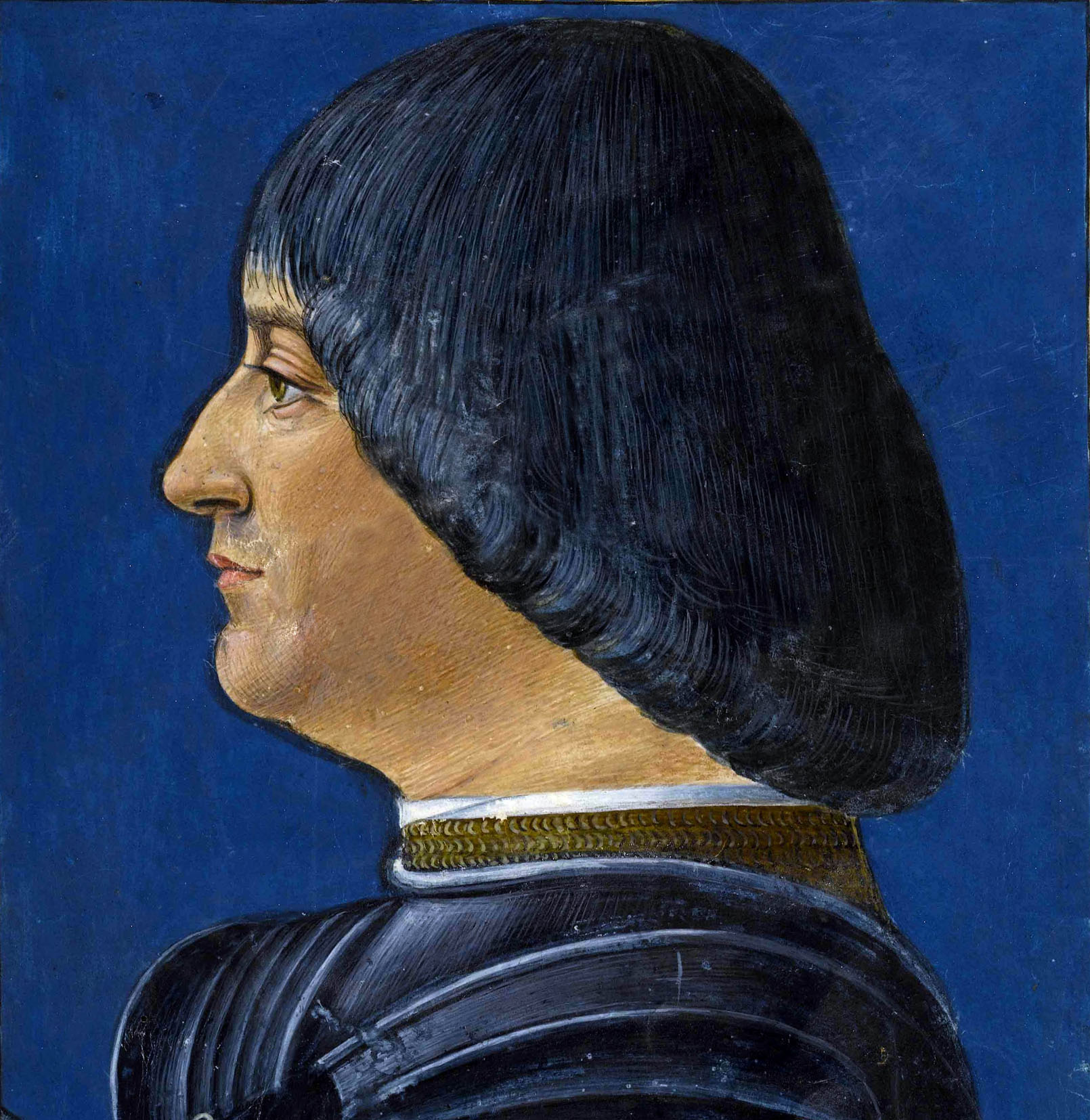
Ludovic le More.
Miniature de Giovanni Ambrogio de Predis.

Au tournant du XVIe siècle, les Suisses opérèrent militairement pour leur propre compte ou dans le service mercenaire dans une Italie du Nord affaiblie et morcelée. En 1495, ils permirent au roi Charles VIII de triompher des Milanais et des Vénitiens à Fornoue. En 1499, les Suisses passèrent une alliance de dix ans avec le roi de France en vertu de laquelle celui-ci pourrait prendre 5 000 mercenaires à son service. Grâce à ces mercenaires, Louis XII conquit le duché de Milan et en expulsa son maître, Lodovico Sforza, dit le More.

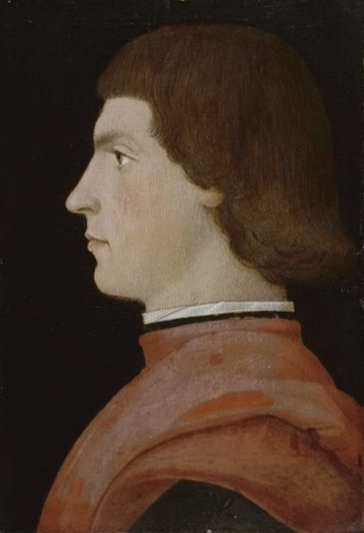
Portrait de Louis II de la Trémoille attribué à Benedetto Ghirlandaio (1486 – 1487).

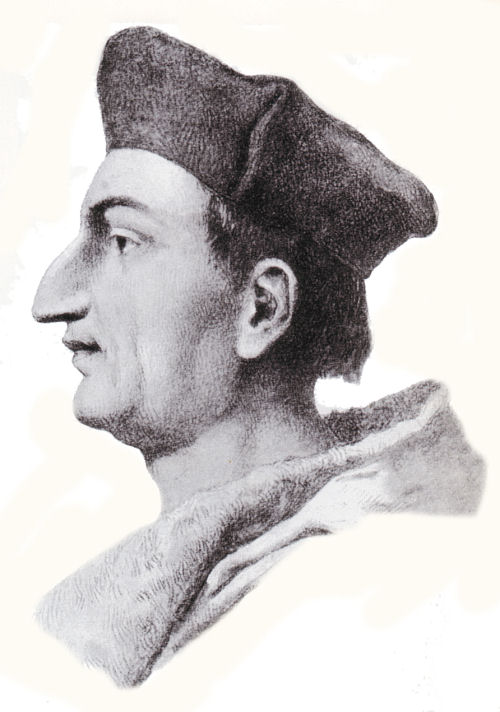
Le cardinal Matthieu Schiner, dessin d'Albert Anker (1831 – 1910) d’après une gravure ancienne.

Toutefois, comme le Roi de France ne s’acquittait pas de la solde promise, les Suisses mécontents changèrent de camp et les Français s’en allèrent, sans même livrer bataille, permettant le retour de Sforza. Louis XII revint avec 15 000 mercenaires suisses engagés au prix fort contre la volonté de la Diète de Zurich. Ainsi, des mercenaires suisses firent face à d’autres mercenaires suisses. À la suite d'une intervention de la Diète et des tractations entre les camps, le combat fratricide fut empêché, et Louis XII récupéra les territoires perdus.
À la suite d'un nouveau différend entre Louis XII et les cantons d’Uri, Schwyz et Unterwald portant sur Bellinzone que ces derniers revendiquaient, 14 000 Suisses marchèrent sur Arona où le roi de France renonça formellement à ses exigences par le traité de 1503.
Les territoires du Milanais aux mains du roi de France continuaient à susciter les convoitises. Lorsque l'alliance de dix ans entre le roi de France et les Suisses arriva à son terme (1509) et que celui-là montra son désintérêt vis-à-vis de ses anciens alliés, le pape Jules II par l'intermédiaire de l’évêque de Sion, Matthieu Schiner, convainquit les Suisses de rallier sa cause contre une forte solde et des pensions annuelles (1510). Fort de cette alliance, le pape ouvrit les hostilités contre le roi. En 1511, les Suisses marchèrent sur Milan que les Français abandonnèrent sans livrer bataille. En 1512, 24 000 Suisses sous les ordres du commandant en chef Ulrich von Hohensax, qui s'était particulièrement distingué lors de la guerre de Souabe, se rallièrent aux Vénitiens en Lombardie, également alliés au pape, et prirent une ville après l'autre aux Français qui tombaient entre leurs mains sans résistance, à l'exception de Pavie qui nécessita un siège de courte durée avant de capituler. Il ne fallut que quelques semaines pour chasser les Français d'Italie.
Avec l'appui des Suisses, Maximilien Sforza se fit remettre Milan (29 décembre 1512). En contrepartie, les Suisses obtinrent la vallée de la Maggia, de Locarno, Lugano, Mendrisio, Bormio, la Valteline, Chiavenna.
Dès le printemps 1513, Louis XII tenta de récupérer le Milanais. Une première tentative dirigée par La Trémoille se solda par un échec. Les troupes françaises manquèrent de prendre Novare défendue par les Suisses. Après une bataille qui coûta la vie à 1 500 Suisses et 6 000 Français, les troupes françaises prirent la fuite.
Alors que les campagnes d'Italie conféraient un énorme prestige à la Suisse, des tensions internes apparaissaient entre certaines grandes familles suisses qui continuaient à percevoir des rentes du roi de France pour le service étranger et le peuple qui n'en tirait que peu d'avantages.
À la suite d'une fausse nouvelle de défaite des Suisses à Novare, la Suisse envoya 30 000 hommes faire le siège de Dijon, défendue par La Trémoille, qui fut forcé de négocier leur départ. Par le traité de Dijon du 14 septembre 1513, il promit une indemnité de guerre de 400 000 couronnes et 20 000 écus. Cependant, Louis XII refusa de reconnaître la dette, empêchant une conclusion de paix entre les deux pays. Cet épisode est représenté et commémoré par la tapisserie Le Siège de Dijon par les Suisses en 1513.

## Le lancement de la cinquième guerre d'Italie

### L'avènement deFrançoisIer
Louis XII mourut le 1er janvier 1515 alors qu'il préparait une nouvelle campagne. Son successeur, François Ier, affirma ses prétentions sur le Milanais dès le début de son règne, en faisant valoir les droits de sa femme Claude, héritière des Orléans, et donc de Louis XII. Afin d'y parvenir, il obtint le soutien de Venise mais manqua d'obtenir celui des Suisses, exigeant toujours les indemnités promises lors de la prise de Dijon avant toute régularisation des relations,. Dans une ultime tentative de conciliation, le jeune roi français se déclara disposé à honorer la dette de Dijon à condition de récupérer le Milanais. Sous l'influence de Schiner et la prédominance des cantons anti-français, la proposition fut repoussée par les Suisses.

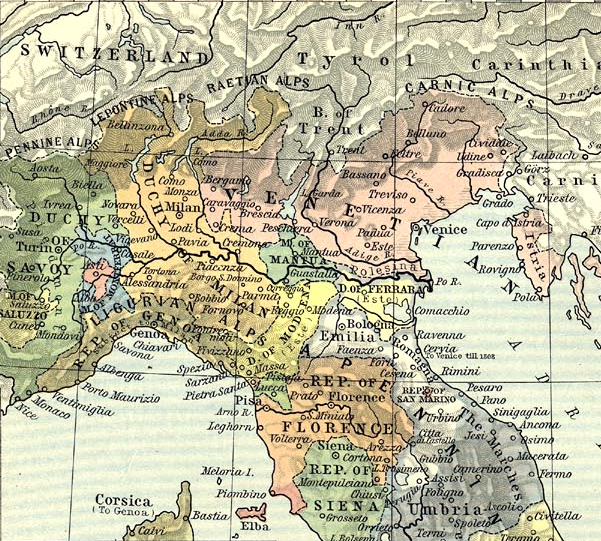
Le Nord de l'Italie en 1494.

Devant l'échec de la diplomatie, François Ier rassembla une armée de 50 000 hommes. Pour financer ses dépenses militaires, le roi augmenta l'impôt et fit des emprunts, car il lui fallait acheter la neutralité d'Henri VIII d'Angleterre mais aussi celle de Charles de Gand, futur Charles Quint. Quatre cents kilos d'or, 150 000 écus allèrent à la garnison suisse. En l'absence du roi, sa mère, Louise de Savoie assura la régence.

### Les forces en présence
L'armée de François Ier fut placée sous le haut commandement du Connétable Charles III de Bourbon, de La Trémoille, Jacques de Trivulce, Lautrec, Bayard et Robert III de La Marck de Bouillon, base stratégique arrière Anthoine Du Prat, Chancelier de France. Composée de nobles français, arquebusiers et arbalétriers gascons et navarrais, lansquenets allemands et mercenaires des Pays-Bas (la « bande noire »), l'armée française comprenait plus de 22 000 lansquenets allemands ; 2 500 cavaliers lourdement armés des compagnies d'ordonnance qui perpétuèrent les pratiques et usages du chevalier médiéval ; vingt compagnies de Navarrais, Basques et Gascons (10 000 hommes), aux ordres du général basco-navarrais Pedro Navarro ; 8 000 fantassins français et 3 200 sapeurs ou charpentiers ; une artillerie de 69 grosses pièces (couleuvrines, serpentines) ; un important train des équipages, sous le commandement de Galiot de Genouillac, sénéchal d'Armagnac.
De mai à août, 32 000 Suisses avaient fait mouvement vers Suse, Pignerol et Saluces pour empêcher le passage des Alpes par les Français. L'infanterie des Confédérés s'articulait en trois corps : l'avant-garde constituée d'arbalétriers et d'arquebusiers (au rôle encore limité car leur arme à feu était encore peu précise et de faible portée) qui servaient à renseigner le commandement sur la position de l'ennemi ; le corps de bataille formé de piquiers disposés en carré, protégés à l'extérieur par des hallebardiers et des arquebusiers, la fonction principale des piquiers étant de repousser les charges de la cavalerie ennemie ; l'arrière-garde compte d'autres arquebusiers prêts à intervenir parmi les réserves générales et habituellement appelés à exécuter un mouvement tournant ou enveloppant. Les Suisses étaient conduits par leurs meilleurs généraux Werner Steiner de Zoug, Hugues de Hallwyl et l'avoyer de Watteville de Berne. Le commandant en chef des troupes suisses, Ulrich von Hohensax, qui les avait conduits à la victoire lors des précédentes campagnes d'Italie était retenu par la maladie.

### Le franchissement des Alpes
Au printemps 1515, François Ier ordonna la concentration des troupes à Grenoble, sous la supervision de Bayard, lieutenant général du Dauphiné. En mai 1515, les troupes françaises firent mouvement sur Gênes et occupèrent la ville. Alarmée par les évènements, la Diète suisse commença par envoyer 8 500 hommes vers Novare rejoindre Schiner, devenu cardinal, et fit occuper les cols des Alpes du Piémont où l'armée française était attendue.
Solidement établis à Suse, les Suisses tinrent la route habituelle du Mont-Cenis. L’armée française d'environ 63 000 personnes, y compris les chevaux et l’artillerie (60 canons de bronze) avec l’aide technique de l’officier et ingénieur militaire Pedro Navarro qui utilisait pour l'une des premières fois des explosifs pour élargir les chemins de montagne, franchit les Alpes par une route secondaire, contournant les troupes suisses au sud par le col de l'Argentière (Colle della Maddalena en italien, un sentier à peine praticable par des chevriers ; trois mille sapeurs y ouvrirent à la fin juillet 1515 un chemin carrossable), où, du 4 au 9 août 1515, en cinq jours, passèrent environ 30 000 fantassins, 9 000 cavaliers, 72 gros canons et 300 pièces de petits calibres. Les Suisses se replièrent alors sur Milan. Après quelques combats d'arrière-garde en août 1515 à Villafranca Piemonte, Chivasso et sur la Doire Baltée ainsi que l'envoi d'un contingent de 15 000 hommes supplémentaires, les Suisses comptaient 45 000 hommes répartis entre Varèse, Monza et Domodossola, plus la garnison de Milan. Dans la plaine du Piémont, une partie de l’armée suisse prit peur et proposa, le 8 septembre à Gallarate, de passer au service de la France.

### Les négociations de Gallarate
Une campagne efficace de propagande française, visant à dissuader les cantons suisses de poursuivre les hostilités, entraîna le mécontentement parmi les troupes suisses et des différends parmi les chefs, permettant en même temps une poussée sur toute la partie occidentale du Milanais par les Français. Une série de pourparlers furent engagés en septembre 1515 (pourparlers de Gallarate), lors desquels François Ier offrit encore davantage de concessions aux Suisses pour qu'ils renoncent à leurs prétentions, aboutissant même au traité de Gallarate (9 septembre) qui finalement ne fit que consacrer la dissension entre les Confédérés souffrant de l'absence d’un chef unique.
Les Français se mirent à négocier directement avec le pape derrière le dos des Confédérés. Le duc de Milan tardait à verser la solde et les vivres venaient à manquer. Après la signature de ce traité qui divisa encore un peu plus les Confédérés, les Bernois, Fribourgeois, Valaisans et Soleurois, peu enclins à se battre pour un commanditaire qui tardait à assumer ses obligations, rentrèrent en Suisse, ce qui représentait le départ de 10 000 Confédérés,,.

## La bataille
Devant l'échec des négociations et la division des troupes suisses, François Ier fit mouvement en direction de Milan et établit son camp près de Marignan. Les Zurichois et les Lucernois, se sentant liés par le traité de Gallarate, reçurent l'ordre de leurs gouvernements respectifs d'accepter une paix honorable. Uri, Schwyz, Unterwald et Glaris refusèrent de battre en retraite. Ceux parmi les Suisses qui étaient restés à Milan se laissèrent entraîner au combat sur l'insistance du cardinal Schiner. Quelque 20 000 Suisses (jusqu'à 30 000 selon P. de Vallière) disposant de 8 canons et 1 000 arquebusiers devaient faire face à plus de 30 000 Français équipés de la plus belle artillerie de siège de l'époque,,. La plaine maraichère irriguée était ensoleillée.

### L'affrontement du13 septembre

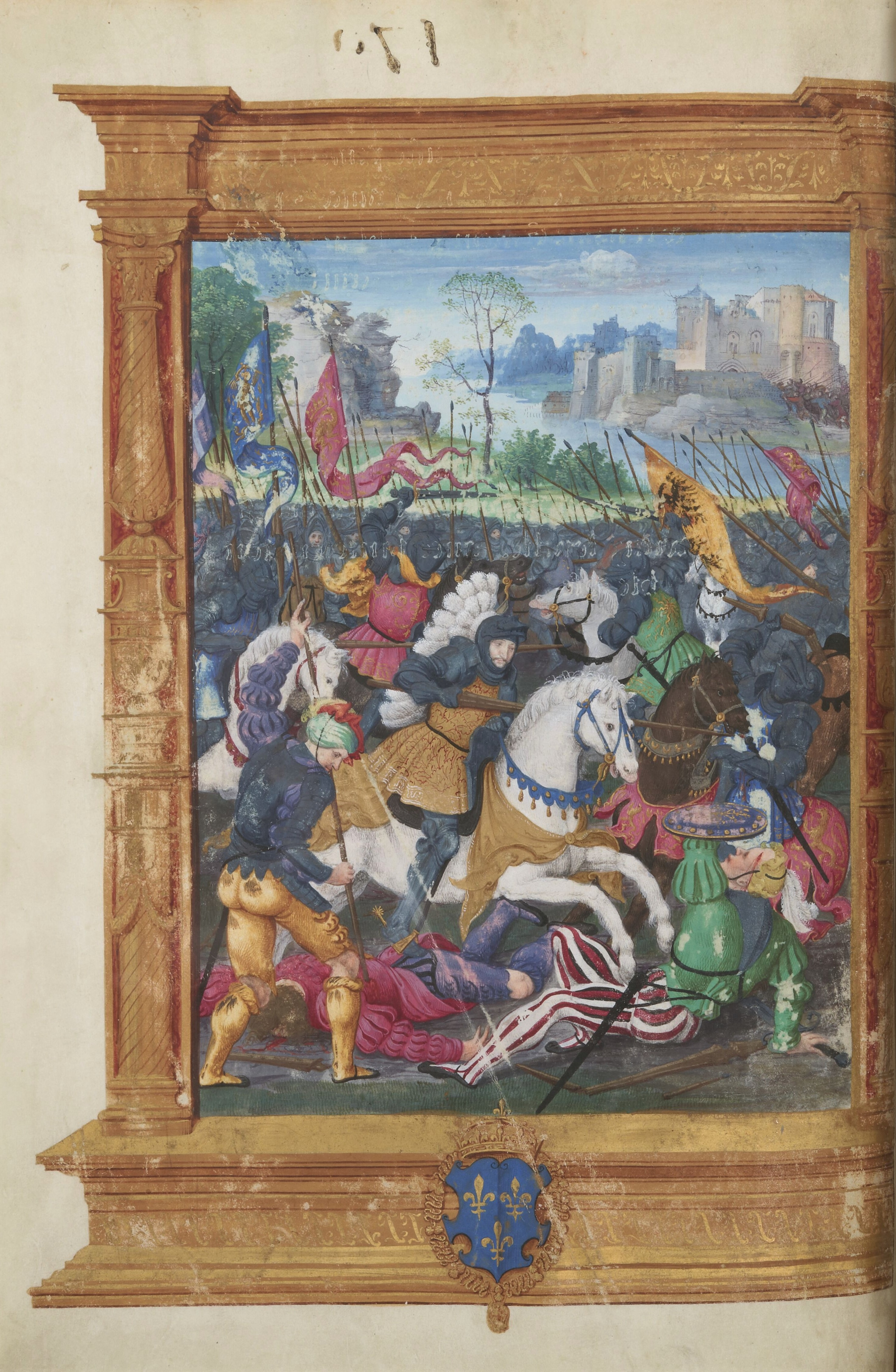
François Ier, armé, lors de la bataille de Marignan, chargeant les Suisses armés de piques et de hallebardes.

Craignant le départ des dernières troupes des Confédérés sans livrer bataille contre les Français, le cardinal Schiner choisit de provoquer la bataille par la ruse devant Milan. Il envoya, avec la complicité secrète de certains capitaines suisses dont Winkelried (à ne pas confondre avec Arnold Winkelried), la garde ducale et des cavaliers pontificaux provoquer la cavalerie française.
Le jeudi 13 septembre 1515, aussitôt le combat engagé, les cavaliers du pape revinrent appeler les troupes suisses à l'aide. Celles-ci, avec Schiner à leur tête, se mirent immédiatement en route et sortirent de la ville de Milan pour affronter l'ennemi. Une fois hors de la ville et constatant la tromperie, La Trémoille et de Fleuranges s'étant repliés après la légère escarmouche, de Winkelried soi-disant en grand danger se reposant en toute quiétude, après un moment de confusion, on décida néanmoins de poursuivre. Les hommes se jetèrent à genoux pour prier le Seigneur suivant l'usage de leurs pères et se mirent en marche,,.
Le combat s'engagea. Les Confédérés durent faire face au feu de l'artillerie française ainsi qu'aux cavaliers commandés par Bourbon, Guise et Gaillards qui les attaquaient par le flanc. Le premier choc avait complètement enfoncé la première ligne de l'armée française qui se reforme soutenue par la cavalerie, elle-même confrontée aux difficultés du terrain et aux piques suisses. François Ier, en personne à la tête de la cavalerie et des lansquenets allemands, ordonna une attaque généralisée contre les Suisses. Un combat furieux s'engagea pendant lequel tomba Jacques, fils aîné de Jean IV d'Amboise, François du Bourbon, le fils du général Trivulcese se fit capturer, et le chevalier sans peur Bayard évita de justesse la mort. Ce dernier se battit avec grande bravoure mais fut finalement contraint de ramper le long des fossés pour sortir du champ de bataille. Le corps à corps sanglant entre belligérants se poursuivit jusqu'en soirée et dans l'obscurité croissante. À la disparition de la lune vers 23 heures, la nuit noire ne permettant plus de distinguer amis et ennemis, tambours et trompettes sonnèrent le ralliement après six heures de luttes ininterrompues. Après quelques instants d'hésitations, contre l'avis de Schiner, les Confédérés décidèrent de tenir leur position, légèrement en leur faveur, plutôt que de retourner sur Milan, malgré le froid et la faim. Ainsi s'acheva la première journée de la bataille,. Dans l'obscurité, la confusion sur le terrain était grande. On raconta que le roi de France avait passé la nuit appuyé contre une pièce de canon à 50 toises d'un bataillon suisse(environ 90 mètres).

### La victoire franco-vénitienne du14 septembre
Au petit matin du 14, le combat reprit. L’artillerie française commandée par le sénéchal d’Armagnac fit des ravages, mais ne put ralentir les Suisses, tandis que l’aile gauche de l’armée commandée par le duc d'Alençon fléchit face au gros de l'ennemi, les lansquenets encore faiblissent aussi. La bataille battait son plein mais soudain à 8 heures du matin retentit : « Marco ! Marco ! ». Ce furent les Vénitiens, menés par Bartolomeo d'Alviano, qui arrivèrent sur l’aile avec 3 000 cavaliers à la tête des fantassins et estradiots (cavaliers légers des Balkans, dits « Albanais ») originaires de Grèce ou d'Albanie, voire de Croatie et de Bosnie actuelles. Ils écrasèrent le gros des Suisses tandis que les lansquenets repartaient à l’assaut avec vigueur. À 11 heures, les Suisses, qui avaient subi des pertes énormes, battirent en retraite vers Milan.
Le soir, entre 9 000 et 10 000 Suisses gisent sans vie sur le champ de bataille, près de la moitié des contingents engagés. Tandis que le camp franco-vénitien compte 5 000 à 8 000 morts.  
Plusieurs auteurs évoquent l'adoubement du roi par Bayard sur le champ de bataille de Marignan le 15 septembre 1515.

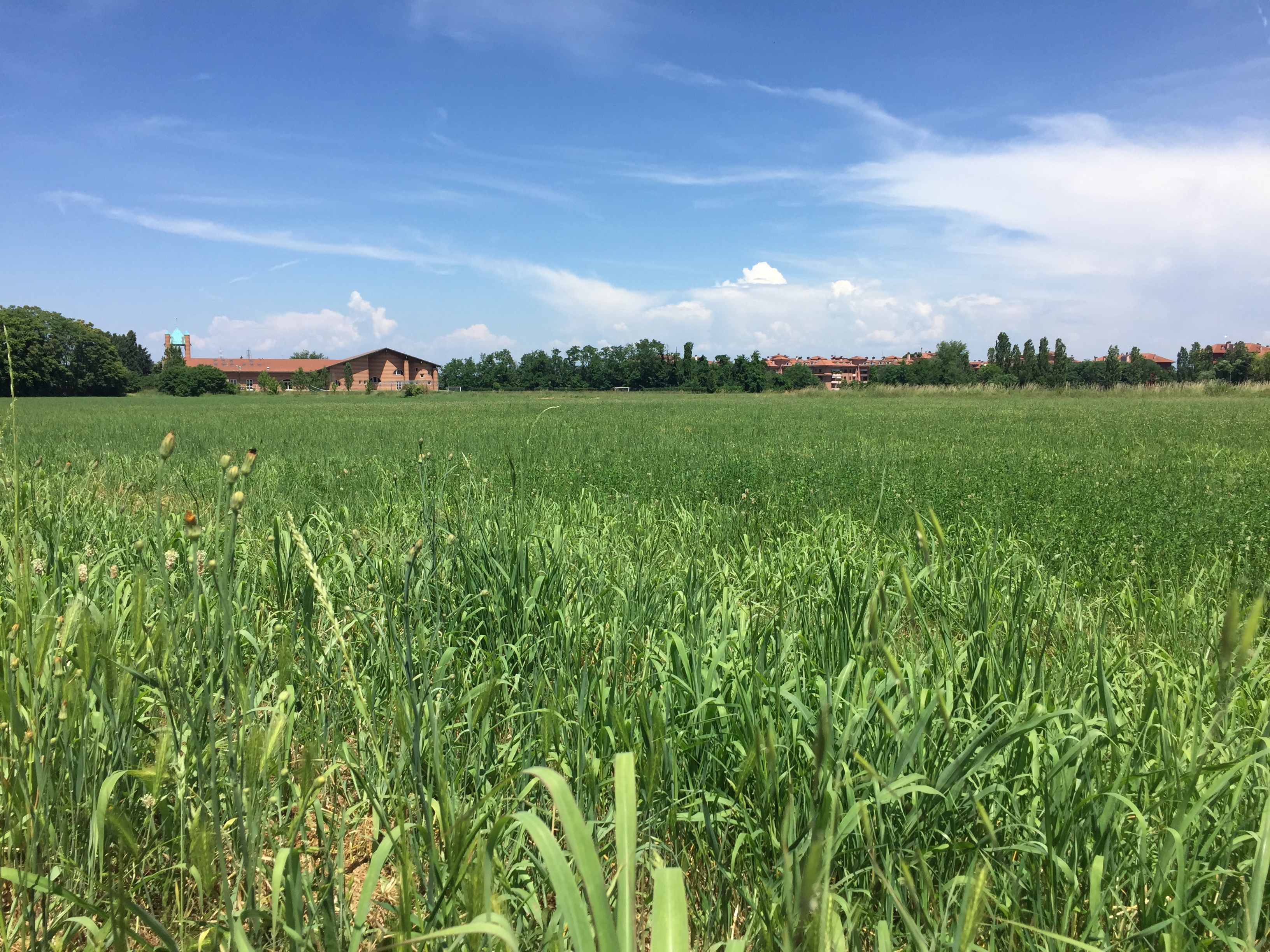
Vue actuelle du lieu supposé de la bataille du 14 au matin (côté franco-vénitien). Le champ de bataille s'étend sur 1 km2 entre les villes de Melegnano et Zivido.

Quelques auteurs ont considéré cette histoire comme un mythe, qui aurait été monté par demande royale, afin notamment de faire oublier que François Ier fut adoubé lors de son sacre par le Connétable de Bourbon, artisan de la victoire de Marignan, qui se rangea en 1523 du côté de Charles Quint. Pire, le connétable aurait été l'organisateur de la future défaite de Pavie, et donc de l'emprisonnement de François Ier. 
La légende fut donc inventée par Symphorien Champier pour faire oublier les liens « filiaux » qui liaient le roi et son traîtreux sujet, tandis qu'elle aurait renforcé un lien (inexistant au départ) entre le souverain et le symbole du courage et de la vaillance, qui mourra en 1524. Le roi, toutefois, a fait ses premières armes avec Bayard lors de la campagne malheureuse de Navarre (automne 1512), et il a tenu à le récompenser de sa bravoure dès janvier 1515 avec le don de la lieutenance générale du Dauphiné, charge fort prestigieuse. L'invention pourrait également être liée à la volonté du roi de France de se montrer le parfait exemple, chevaleresque entre tous, alors qu'il était prisonnier. Mais, le roi étant prisonnier à Madrid, il était incapable de monter une quelconque opération de propagande.
Le maréchal de Florange qui rédige ses mémoires en captivité et totalement coupé du monde extérieur n'aurait pas été en mesure d'ailleurs de recevoir un tel message de la cour de France. Il n'en reste pas moins que l'épisode est étrange et, s'il n'a pas été inventé par les panégyristes de Bayard, relève probablement d'un « jeu chevaleresque » comme le roi les aimait tant.

## Les conséquences
Cette victoire apporta renommée au roi de France dès le début de son règne. Les conséquences diplomatiques furent nombreuses :
- François Ier prit rapidement le contrôle de la Lombardie, qu'il conserva jusqu'au désastre de Pavie, en 1525. Le 13 octobre, il signa avec le pape Léon X, le traité de Viterbe. Le pape s'engagea à reconnaître l'autorité du roi de France sur le duché de Milan, et lui offrit Parme et Plaisance, en échange de son soutien à Florence, contre Venise ;
- il signa la paix perpétuelle de Fribourg le 29 novembre 1516 avec les cantons suisses qui resta en vigueur jusqu’à la fin de la monarchie en France en 1792 et l'invasion française de la Confédération. En échange de cet engagement de paix de la part des Suisses, le roi de France octroya aux cantons suisses 700 000 écus d'or de dédommagements, une pension annuelle de 2 000 francs pour chacun d'eux ainsi que divers privilèges commerciaux. De plus, les Suisses purent garder une grande partie de leurs acquisitions territoriales de 1512. Seuls Luino et Domodossola échappèrent à la Confédération.
- les Suisses mirent leurs mercenaires au service du roi de France, par le traité de Genève, le 7 novembre 1515 ;
- le 13 août 1516, François Ier et le jeune roi des Espagnes Charles Ier, futur Charles Quint, signèrent le traité de Noyon qui confirma à François Ier la possession du Milanais, qui restitua la Navarre à Henri d’Albret[N 3] et qui promit à Charles la main de la fille aînée du roi de France, Louise, alors âgée d’un an (mais qui ne survécut pas à son troisième anniversaire). Dans la dot de la future mariée étaient inclus les droits sur le royaume de Naples ;
- les relations entre le roi de France, roi Très chrétien, et le pape, étaient à redéfinir. L'accord du pape était indispensable pour l'acquisition durable des conquêtes, et la perception des décimes sur le clergé. En décembre 1515, la rencontre de Bologne permit d'engager les négociations. Antoine Duprat signa en son nom le concordat de Bologne, le 18 août 1516. Ce concordat régit les relations entre le royaume de France et la Papauté jusqu’à la Révolution française. Désormais, le roi nommait les évêques et archevêques, qui étaient par la suite confirmés par le pape.

## Une bataille célèbre

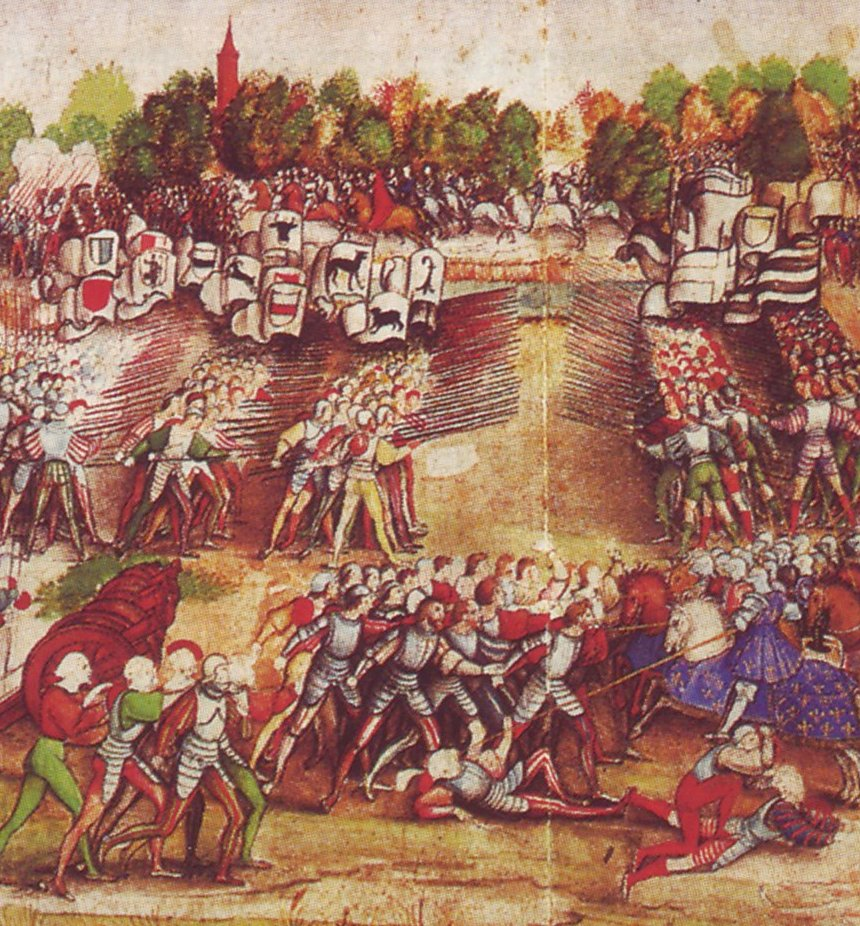
Peinture du XVI attribuée au Maître à la Ratière.

Il est très facile de se rappeler la date de la bataille (« quinze cent quinze »), notamment pour les écoliers, en raison de son assonance.

### La gloire du roi François
À l'aube du règne de François Ier, la bataille de Marignan, qui a duré deux jours, fait inhabituel pour cette époque, est devenue un symbole de la gloire du roi : dès la victoire, le récit de la bataille est publié et raconté sur la place publique ou lors des prêches à l'église. Elle sert aussi à justifier une croisade imaginée par Léon X et que devait conduire François Ier (lors de leur entrevue en décembre 1515, le roi français abandonne la Pragmatique Sanction de Bourges, en échange le pape lui propose de mener une croisade héroïque). Dans le cadre de la préparation de cette croisade, est réécrite la geste de François Ier unique vainqueur à Marignan le jour symbolique de la Sainte-Croix, les alliés vénitiens disparaissant complètement du récit.
En 1518, Léonard de Vinci organise au château d'Amboise les fêtes en l'honneur du baptême du dauphin et du mariage de Laurent II de Médicis avec Madeleine de La Tour d'Auvergne, cousine du roi François Ier. À cette occasion, il reconstitue le 15 mai avec l'aide de l'architecte Boccador la bataille de Marignan par l'assaut et la prise d'un faux château construit avec des toiles clouées sur une structure de bois, François Ier paradant à cheval au milieu de 10 000 figurants.
Cette image du roi chevalier se renouvelle en 1519 lorsque François Ier prétend à l'élection impériale. Après la défaite française de Pavie en 1525, des textes de propagande soulignent que la bataille de Pavie est insignifiante par rapport à celle de Marignan (« Tout est perdu, fors l'honneur »). À la fin de son règne, François Ier malade ne participe plus aux combats mais la propagande rappelle que sur les théâtres de bataille, François Ier est présent symboliquement tel le chef de guerre qu'il a été à Marignan.
La défaite des Suisses est un événement, car ceux-ci ont acquis, par leur discipline, une réputation d'invincibilité.
Autre illustration de la propagande royale, des médailles ont été frappées sur lesquelles François Ier est associé à un grand chef de l'Antiquité, Jules César.

### Marignan et l'histoire militaire
Elle s'inscrit dans le début de la Renaissance. L'artillerie y a été utilisée de manière décisive.

### Marignan et les arts
Elle devient le thème de nombreuses compositions poétiques et de chansons, comme celles écrites par Clément Janequin, La Guerre (La Bataille de Marignan), publiée à Paris en 1528.
Les artistes italiens, dont Léonard de Vinci, vont alors se diriger vers la France et contribuer à la diffusion de la Renaissance. Léonard de Vinci organisa d'ailleurs en mai 1518 un simulacre de la bataille de Marignan. De cette fête témoigne l'ambassadeur de Mantoue qui décrit une reconstitution spectaculaire où participèrent des milliers de figurants, autour d'un château de bois et de tissu attaqué par des canons chargés à blanc.
En 1987 Ferdinand Hodler peint un guerrier suisse.

Guerrier suisse de Marignan, peinture de Ferdinand Hodler

Beaucoup plus tard, en 1939, Jean Daetwyler, compositeur suisse d'origine bâloise mais Valaisan d'adoption, écrit une marche militaire pour orchestre à vent. Au départ, l'œuvre qui était une commande devait s'intituler : Marche du cinquantenaire de la Fédération des musiques du Valais central. Jean Daetwyler, trouvant ce titre peu engageant et surtout trop long, intitula finalement la marche : Marignan, en mémoire de l'engagement des Valaisans dans cette bataille aux côtés des Confédérés.
Une version romancée de la bataille de Marignan est présentée dans le livre 1515-1519 par le Chroniqueur de la Tour.

### Noms des familles présentes physiquement lors de la bataille de Marignan

#### France
- François Ier, roi de France
- Anthoine Du Prat, Chancelier De France depuis le 1er janvier 1515 -stratégie arrière-
- Charles III, Connetable de Bourbon
- Pierre Terrail de Bayard, chevalier
- Jacques Galiot de Genouillac, grand maitre de l'artillerie

#### Venetie
- Bartolomeo d'Alviano, commandant des troupes vénitiennes, décéda moins d'un mois après la bataille

#### Suisse
Composition de l'armée suisse, le 13 septembre au soir :
1. L'avant-garde (enfants perdus), composée des volontaires de Berne (avec les bailliages du pays de Vaud) Fribourg, Soleure, Valais, Gruyères et Château-d'Oex, sous landammann de Zug, Werner Steiner et les capitaines Jean de Diessbach, Louis d'Erlach, Hugues de Hallwyl et Arnold de Winkelried (environ 5 000 hommes dont 1 000 arquebusiers).
2. Le corps principal, formé des cantons forestiers, sous les landammans Imhof et Johannes Puntener d'Uri, Fleckle et Kätzi de Schwytz, Wursch et Fruonz d'Unterwald, Schwarzmurer landamman de Zug et du baron de Tschudi de Glaris (environ 10 000 hommes). Le cardinal Mathieu Schiner se tient près du corps principal avec quelques cavaliers. Zwingli, le futur réformateur, accompagne les Glaronnais comme aumônier.
3. L'aile droite, formée des contingents de la Suisse orientale et des Grisons, sous le chevalier Max Röust bourgmestre de Zurich, Ziegler, de Schaffhouse, Rodolphe de Marmels et Dietigen de Salis des Grisons (environ 5 000 hommes).
4. L'aile gauche, Lucerne, Bâle et les villes d'Alsace, sous le chevalier de Hertenstein, avoyer de Lucerne, et Pierre d'Offenburg, bourgmestre de Bâle (environ 5 000 hommes).
Le capitaine Pontely de Fribourg commande l'artillerie (8 pièces).
Furent tués sur le champ de bataille : Johannes Puntener, landamman d'Uri, chef des troupes confédérées, ainsi que Imhof, de Travers, de Marmels, Rodolphe de Salis, Halwyll, Winkelfried, von Escher.
Après la défaite, Jakob de Wattenwyl (Jacob de Watteville), avoyer de Berne, avec Wilhelm von Diesbach, représenta Berne dans les négociations qui aboutirent au traité de Paix perpétuelle.

### Toponymie
Le passage et la rue de Marignan à Paris rappellent le souvenir de cette bataille.